# Ostedes discovitticollis
Ostedes discovitticollis är en skalbaggsart som beskrevs av Stefan von Breuning 1956. Ostedes discovitticollis ingår i släktet Ostedes och familjen långhorningar. Inga underarter finns listade i Catalogue of Life.